# Subbaramiah Minakshisundaram
Subbaramiah Minakshisundaram (Thrissur, 12 de outubro de 1913 – Kerala, 13 de agosto de 1968) foi um matemático indiano, que trabalhou com equações diferenciais parciais parabólicas e introduziu a função zeta de Minakshisundaram–Pleijel.
Obteve um doutorado na Universidade de Madras, orientado por K. Ananda Rau. De 1946 a 1948 esteve a convite de Marshall Harvey Stone no Instituto de Estudos Avançados de Princeton.
Foi palestrante convidado do Congresso Internacional de Matemáticos em Edimburgo (1958).

## Publicações
- Minakshisundaram, S.; Pleijel, Å. (1949), «Some properties of the eigenfunctions of the Laplace-operator on Riemannian manifolds», Canadian Journal of Mathematics, ISSN 0008-414X, 1: 242–256, MR 0031145, doi:10.4153/CJM-1949-021-5, consultado em 18 de fevereiro de 2018, cópia arquivada em |arquivourl= requer |arquivodata= (ajuda) 🔗